# Anyang (Kreis)
Anyang (chinesisch 安阳县, Pinyin Ānyáng Xiàn) ist ein Kreis der bezirksfreien Stadt Anyang im Norden der chinesischen Provinz Henan. Die Fläche beträgt 1.202 Quadratkilometer und die Einwohnerzahl 844.700 (Stand: Ende 2018).
Der Lingquansi-Höhlentempel (Lingquansi shiku 灵泉寺石窟), die Pagode des Xiuding-Tempels (Xiuding si ta 修定寺塔) und der Xiaonanhai-Höhlentempel (Xiaonanhai shiku 小南海石窟) (Nördliche Qi-Dynastie) stehen auf der Liste der Denkmäler der Volksrepublik China.